# Kazimierzewo (województwo wielkopolskie)
Kazimierzewo – wieś w Polsce, położona w województwie wielkopolskim, w powiecie konińskim, w gminie Wierzbinek.
| SIMC    | Nazwa | Rodzaj    |
| ------- | ----- | --------- |
| 0299192 | Sowa  | część wsi |

W latach 1975–1998 miejscowość należała administracyjnie do województwa konińskiego.
Etymologia nazwy wsi wywodzi się od imienia Kazimierz.